# تئوری گرادیان کرنش
تئوری گرادیان کرنش یکی از تئوری های الاستیسیته غیر محلی است که در ابعاد نانو و میکرو کابرد فراوان دارد. به دلیل آنکه تئوری های کلاسیک الاستیسیته توانایی پیش بینی رفتار فیزیک و مکانیکی مواد را به خوبی نداشتند تئور های غیر محلی الاستیسیته شبیه تئوری ارینگن، تئوری تنش کوپل مزدوج و تئوری گرادیان کرنش توسط دانشمندان در این حوزه ارائه شده است. این تئوری شامل ترم های مرتبه بالای تنش است که سبب می شود رفتاری مکانیکی خاص مواد را بخصوص در ابعاد بسیار ریز توجیه کند.